# Vasil Kolarov
Vasil Petrov Kolarov (em búlgaro: Васил Петров Коларов) (16 de julho de 1877 - 23 de janeiro de 1950) foi um líder político comunista búlgaro e principal funcionário da Internacional Comunista (Comintern).

## Vida
Kolarov nasceu em Shumen, Bulgária. Na década de 1890, ele se juntou ao Partido Social Democrata Búlgaro e, em 1905, identificou-se com sua ala revolucionária. Ele foi eleito para a Assembleia Nacional da Bulgária em 1913 e 1920. Durante este período, Kolarov estava entre os líderes do partido e um participante ativo do Comintern. Em 1923, ele liderou uma revolta popular junto com Georgi Dimitrov, mas a revolta fracassou e Kolarov teve que fugir para a União Soviética, onde permaneceu por mais de vinte anos.
Kolarov retornou à Bulgária em 1945, durante a ocupação soviética, e foi reeleito para a Assembleia Nacional. Ele foi novamente eleito em 1946 e tornou-se Presidente da Presidência Provisória da Bulgária, em meio à dominação comunista completa. Permaneceu presidente até 1947, quando se tornou Ministro das Relações Exteriores do governo Dimitrov. Quando este último morreu em 1949 Kolarov perdeu o cargo, mas foi eleito primeiro-ministro da Bulgária pelo Partido. Ele permaneceu primeiro-ministro até sua morte, alguns meses depois, em Sofia.